# Cormaranche-en-Bugey
Cormaranche-en-Bugey est une ancienne commune française, située dans le département de l'Ain en région Auvergne-Rhône-Alpes. Le 1er janvier 2019, elle devient commune déléguée de Plateau d'Hauteville.

## Géographie
Cormaranche-en-Bugey, situé sur le plateau d'Hauteville, à trois kilomètres au sud d'Hauteville-Lompnes, fait le lien entre le Haut-Bugey et le Bas-Bugey, à l'extrémité méridionale du Massif du Jura, dans l'axe nord-sud. Son point culminant se situe dans la combe de Mazière, à 1 240 mètres d'altitude.
Le village fait partie du syndicat intercommunal du Plateau d'Hauteville, qui comprend en outre huit autres communes : Aranc, Brénod, Champdor, Corcelles, Corlier, Hauteville-Lompnes, Prémillieu et Thézillieu. En fait, géographiquement parlant, il s'agit d'un val et non d'un plateau. Mais il a reçu cette appellation afin de ne pas être confondu avec le Valromey, situé plus à l'est, et avec la combe du Val, située plus à l'ouest, qui sont des vallées plus profondes.

## Toponymie
La commune est ainsi dénommée depuis le 7 avril 1920, date à laquelle le conseil municipal décida de faire en sorte qu'elle ne puisse plus être confondue avec une autre commune du département, Cormoranche-sur-Saône.
Le nom de Cormarinca est attesté pour la première fois dans un acte officiel (cession d'une maison) daté du 29 avril 1055; Cormarenchi en 1142; Cormarenchia en 1146; Cormarenchi (à nouveau) en 1222; Cormarenche en 1665; Cormaranche au XVIIIe siècle; Cormaranche-en-Bugey en 1920.

## Histoire

### Héraldique
| Blason de Cormaranche-en-Bugey | Blason  | Taillé : au premier d'azur à la louve contournée d'argent rampant sur la partition, au second losangé de sinople et d'argent de trois tires, chaque losange chargé d'un sapin de l'un dans l'autre. |
| Blason de Cormaranche-en-Bugey | Détails | |

### Faits historiques
Des fouilles archéologiques ont permis d'établir que le lieu est habité depuis au moins le IVe siècle, des poteries et des métaux remontant à cette époque ayant été découverts au cours de fouilles effectuées dans les sablières de Mélogne.
- 1080 : Passage du Plateau d'Hauteville dans le Domaine de Savoie ;
- 1601 : Rattachement du Bugey savoyard à la France, en même temps que la Bresse, le Pays de Gex et le Valromey ;
- 1790 : Élection de la première municipalité républicaine de Cormaranche ;
- 1800 : Rattachement de la commune de Vaux-Saint-Sulpice, hameau situé à deux kilomètres au sud-ouest ;
- 1830 : Achèvement de la reconstruction de l'église, l'édifice antérieur ayant été fortement endommagé durant la période révolutionnaire ;
- 1846 : Construction de la mairie et du groupe scolaire (filles et garçons) ;
- 1848 : Première élection du Conseil municipal au suffrage universel masculin ;
- 1992 : Implantation de l'école du Bois et de la maison familiale rurale.

Le 1er janvier 2019, la commune s'unit avec Hauteville-Lompnes, Hostiaz et Thézillieu pour former la commune nouvelle de Plateau d'Hauteville actée par un arrêté préfectoral du 12 décembre 2018, dont elle constitue une commune déléguée.

## Politique et administration

### Liste des maires
| Nom | Nom           | Période   | Période      | Parti | Qualité                                                           |
| --- | ------------- | --------- | ------------ | ----- | ----------------------------------------------------------------- |
|     | André Lyaudet | juin 1995 | mars 2008    | DVD   | Réélu en 2001.                                                    |
|     | Yann Cruiziat | mars 2008 | mars 2014    | DVG   | Professeur à Ambérieu-en-Bugey. N'est pas réélu en 2014.          |
|     | Philippe Emin | mars 2014 | janvier 2019 | DVD   | Conseiller départemental. Président de la Communauté de communes. |

### Listes des maires délégués
| Nom | Nom             | Période      | Période  | Parti | Qualité                                                                          |
| --- | --------------- | ------------ | -------- | ----- | -------------------------------------------------------------------------------- |
|     | Philippe Emin   | janvier 2019 | mai 2020 | DVD   | Réélu en 2020. Conseiller départemental. Président de la Communauté de communes. |
|     | Jacques Drhouin | mai 2020     | en cours | DVD   |                                                                                  |

## Démographie
L'évolution du nombre d'habitants est connue à travers les recensements de la population effectués dans la commune depuis 1793. Pour les communes de moins de 10 000 habitants, une enquête de recensement portant sur toute la population est réalisée tous les cinq ans, les populations de référence des années intermédiaires étant quant à elles estimées par interpolation ou extrapolation. Pour la commune, le premier recensement exhaustif entrant dans le cadre du nouveau dispositif a été réalisé en 2008.
En 2018, la commune comptait 829 habitants, en évolution de +1,72 % par rapport à 2012 (Ain : +5,15 %, France hors Mayotte : +2,11 %).
| 1793 | 1800 | 1806 | 1821 | 1831 | 1836 | 1841 | 1846 | 1851 |
| ---- | ---- | ---- | ---- | ---- | ---- | ---- | ---- | ---- |
| 678  | 509  | 515  | 620  | 975  | 707  | 732  | 730  | 782  |

| 1856 | 1861 | 1866 | 1872 | 1876 | 1881 | 1886 | 1891 | 1896 |
| ---- | ---- | ---- | ---- | ---- | ---- | ---- | ---- | ---- |
| 766  | 743  | 739  | 700  | 674  | 670  | 661  | 602  | 595  |

| 1901 | 1906 | 1911 | 1921 | 1926 | 1931 | 1936 | 1946 | 1954 |
| ---- | ---- | ---- | ---- | ---- | ---- | ---- | ---- | ---- |
| 599  | 629  | 619  | 592  | 586  | 575  | 599  | 605  | 601  |

| 1962 | 1968 | 1975 | 1982 | 1990 | 1999 | 2006 | 2008 | 2013 |
| ---- | ---- | ---- | ---- | ---- | ---- | ---- | ---- | ---- |
| 557  | 540  | 472  | 593  | 704  | 726  | 835  | 857  | 801  |

| 2018 | - | - | - | - | - | - | - | - |
| ---- | - | - | - | - | - | - | - | - |
| 829  | - | - | - | - | - | - | - | - |

## Économie
L'activité principale consiste en l'exploitation du bois. De nombreux artisans y maintiennent une activité artisanale dans les spécialités qui en découlent : charpenterie, menuiserie, tournerie, scierie, auxquelles on peut ajouter celles d'aménagement intérieur, plomberie-sanitaires.
La commune compte également deux établissements de formation professionnelle, l'École Technique du Bois et la Maison Familiale Rurale, qui assurent des formations dans les métiers du bois. Ils accueillent chaque année plusieurs centaines d'élèves et d'apprentis. Les diplômes préparés sont : CAP et BTS de charpentier ; Baccalauréat professionnel (Bac Pro) de : menuisier, agenceur, charpentier.
Cormaranche est aussi une petite station de ski (surtout nordique) et compte trois hôtels-restaurants, trois gîtes ruraux, une supérette et une agence postale.

## Jumelages
Cormaranche-en-Bugey est jumelé avec la commune bretonne de Saint-Jean-du-Doigt (29630), dans le Finistère, depuis le 25 juin 1989.

## Culture et patrimoine

### Lieux et monuments

#### Le patrimoine religieux

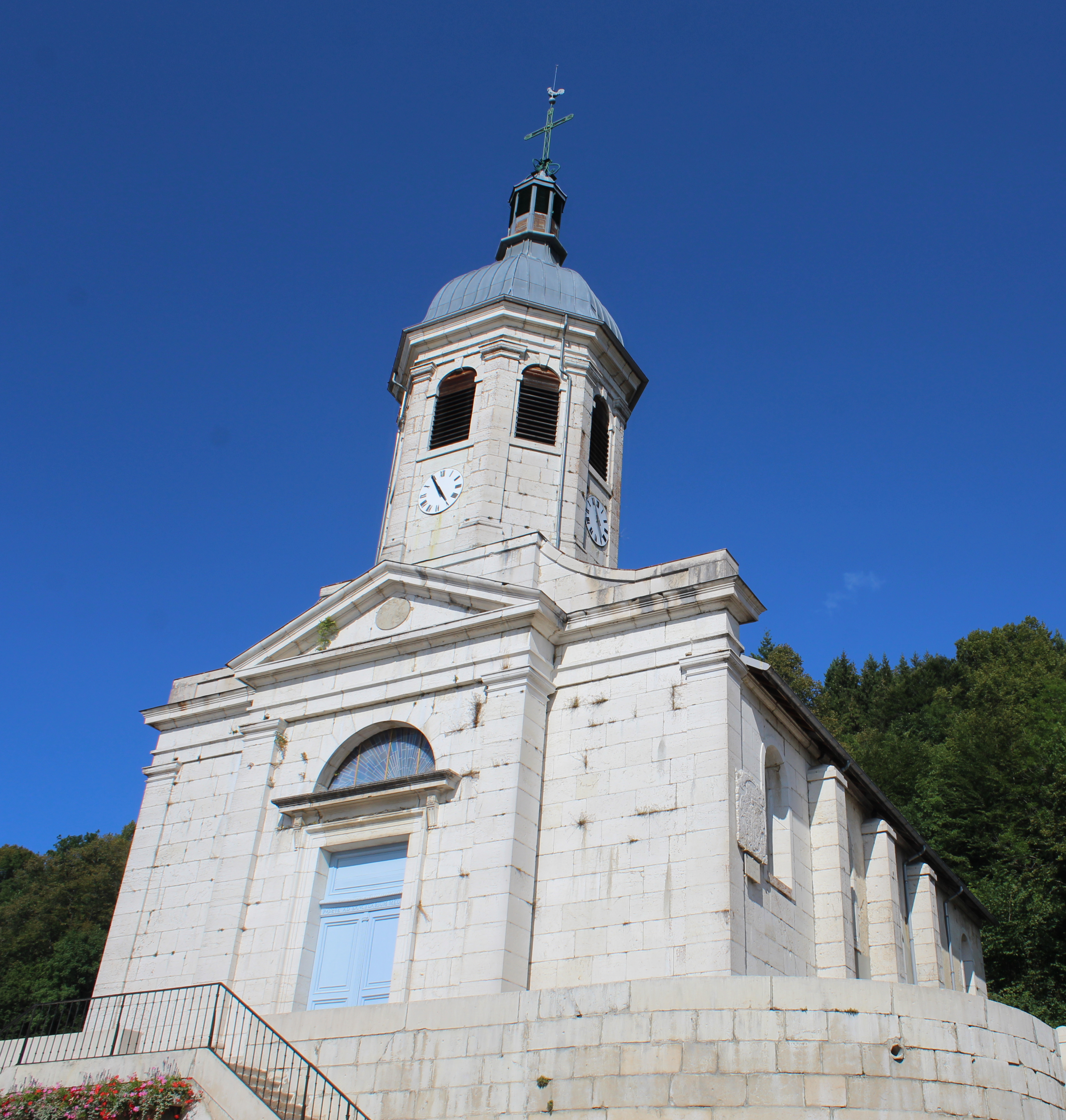
Église Saint-Martin.

L'église est placée sous le patronage de saint Martin. La première construction de l'édifice remonte au XVIIe siècle (clocher daté 1669). Gravement endommagée durant la période révolutionnaire, elle fut reconstruite de 1827 à 1830, pour la partie maçonnerie, et de 1830 à 1835 pour les boiseries intérieures et portes d'accès. Les trois cloches datent de 1850, et l'horloge à triple cadran de 1871 (acquise à Lyon chez Charvet).
Son style architectural la rattache à la période de transition entre le roman et le gothique. Son clocher est octogonal, couvert en zinc.
La Croix et la statue de la Vierge de Servoin sont situées sur la colline voisine éponyme, au nord du village.

#### Le hameau de Vaux-Saint-Sulpice
Situé à 2 km au sud-ouest du centre, le hameau a été un village autonome de 1404 à 1800, année de son « annexion » à Cormaranche, après des siècles de rivalité.
L'histoire du hameau est liée à celle de l'ancienne abbaye cistercienne de Saint-Sulpice-en-Bugey, édifiée au XIIe siècle. C'était alors une exploitation agricole. Celle-ci fut cédée, par les religieux, à six villageois des environs, qui s'établirent dans les dépendances, fermes et autres bâtiments agricoles, qui allaient former le village de Vaux. Aujourd'hui, il a su conserver son caractère rural.

#### Le tilleul de Sully
Cet arbre, dont le tronc a atteint un diamètre de plusieurs mètres, est ainsi dénommé car il aurait été planté en 1601 par Sully, le ministre d'Henri IV, roi de France, à la suite du rattachement du Bugey à la France (Traité de Lyon du 17 janvier 1601). En fait, il est attesté que ce sont les villageois qui ont effectué la plantation non pas d'un, mais de trois tilleuls, dont un seul est encore vivant.

#### La faune et la flore
Situé à cheval sur les deux communes de Cormaranche et d'Hauteville-Lompnes, un marais occupe une centaine d'hectares, à 760 mètres d'altitude. Il s'agit d'une des plus grandes zones naturelles du département de l'Ain. Entouré de prairies et de forêts, sa biodiversité en font un site très riche et protégé.
La flore compte près de 200 espèces végétales répertoriées, dont certaines, très rares, sont protégées par la loi : des orchidées, des œillets, des drosseras, etc.
La faune, quant à elle, est également diversifiée : milans royal, bécasses des marais, pies, chevaux tarpans (race originaire de Pologne récemment introduite dans la région) et bien d'autres espèces encore.
Citons également le Mont Planachat.

### Personnalités liées à la commune
- Joseph Carrara (1938 - 2024 ), cycliste français, est domicilié dans la commune[7].
- Yann Cruiziat (1974 - ), historien et maire de la commune de 2008 à 2014. Il enseigne au Lycée de la Plaine de l'Ain, à Ambérieu-en-Bugey[8]. Il travaille également pour les Archives Départementales et Métropolitaines de Lyon[9].

### Festivités
Les jeunes du village se rassemblent chaque année pour former le groupe des conscrits de Cormaranche et ainsi organisé une semaine de festivités à l'occasion de la dernière semaine d’août avant la rentrée scolaire. Durant cette semaine les conscrits organisent le "Color me run" qui est une course pédestre de 2 km où les participants sont aspergés de pigment coloré. Cette course est bien-sûr, uniquement à but ludique et non sportif. Au programme de cette semaine on retrouve aussi un tournoi de pétanque, deux bals et un feu d'artifice le soir du dernier jour de la semaine.